# Мелентьєв Лев Олександрович
Лев Олександрович Мелентьєв (22 грудня 1908, місто Санкт-Петербург, тепер Російська Федерація — 8 липня 1986, місто Москва, тепер Російська Федерація) — радянський вчений, спеціаліст у галузі енергетики, директор Сибірського енергетичного інституту, голова президії Східно-Сибірської філії Сибірського відділення АН СРСР. Кандидат технічних наук (1937), доцент (1938), доктор економічних наук (1941), професор (1943), член-кореспондент Академії наук СРСР (10.06.1960), академік Академії наук СРСР (1.06.1966). Депутат Верховної Ради СРСР 6-го та 8-го скликань. Герой Соціалістичної Праці (13.03.1969).

## Життєпис
Народився в дворянській родині російського морського офіцера Олександра Миколайовича Мелентьєва, начальника Морського генерального штабу (1919—1920). Дитинство провів у маєтку Кулотіно Новгородської губернії.
У 1926 році закінчив школу-дев'ятирічку № 34 у місті Ленінграді та курси електриків-телефоністів. Кілька місяців працював електриком-телефоністом.
У 1926—1930 роках — студент інженерно-економічного факультету Ленінградського політехнічного інституту.
У 1929 році перевівся за заочну форму навчання в інституті та влаштувався працювати на 3-ю Ленінградську міську електростанцію.
З 1930 року — завідувач сектору тресту «Енергострум» (з 1932 року — Ленміськенерго) в Ленінграді. У 1933—1935 роках — керівник бюро енергетичного комітету, з 1935 року — керівник енергетичної групи та консультант архітектурно-планувального управління Ленінградського міськвиконкому.
З 1936 року — в аспірантурі Ленінградського інженерно-економічного інституту, в 1937 році захистив кандидатську дисертацію. З 1938 року — старший викладач, доцент, завідувач кафедри, заступник директора Ленінградського інженерно-економічного інституту з навчальної та наукової роботи.
На початку німецько-радянської війни залишений в блокадному Ленінграді виконувачем обов'язків директора Ленінградського інженерно-економічного інституту. У 1942 році в стані виснаження евакуйований з Ленінграда до Казані.
У 1942—1960 роках — старший науковий співробітник Енергетичного інституту Академії наук СРСР, який тоді перебував в евакуації в Казані. Виконував відповідальне завдання щодо безперебійного забезпечення теплоенергією оборонних підприємств Казані в умовах крайнього дефіциту виробничих потужностей та кадрів. 1944 року разом з інститутом повернувся до Москви, а 1945 року — до Ленінграда. Виконував проєкти реконструкції енергопостачання Москви та Ленінграда.
За сумісництвом у 1945—1951 роках був заступником директора з наукової частини Ленінградського інженерно-економічного інституту, а в 1949—1960 роках працював завідувачем кафедри промислової енергетики і теплових установок цього інституту.
Член ВКП(б) з 1947 року.
У 1960 році був запрошений до міста Іркутська. У 1960—1973 роках — директор Сибірського енергетичного інституту Сибірського відділення АН СРСР. Одночасно в червні 1960—1965 роках — голова президії Східно-Сибірської філії Сибірського відділення АН СРСР. У 1968—1986 роках — заступник академіка-секретаря Відділення фізико-технічних проблем енергетики АН СРСР.
У 1972 році вчений переніс важкий інфаркт і в наступному році на вимогу лікарів переїхав до Москви (але не перервав тісного зв'язку з Іркутськом, продовжуючи до 1982 року працювати науковим керівником Сибірського енергетичного інституту). У Москві із 1973 до 1985 року працював завідувачем відділу Інституту високих температур АН СРСР. З 1975 до 1978 року також був професором Московського інституту управління імені Серго Орджонікідзе. У 1976 році призначений заступником голови Міжвідомчої комісії з розробки довгострокової програми розвитку паливно-енергетичного комплексу СРСР.
З 1985 до 8 липня 1986 року — директор Інституту енергетичних досліджень АН СРСР та Державного комітету з науки і техніки СРСР. У 1985—1986 роках — член Президії АН СРСР.
Займався розробкою теоретичних основ та методів оптимізації структури паливно-енергетичного господарства. Створив наукову школу, представники якої займалися системними дослідженнями в енергетиці. Автор 19 фундаментальних монографій (частина з них у співавторстві) та понад 120 наукових праць.
Помер 8 липня 1986 року в Москві. Похований на Новодівичому цвинтарі Москви.

## Нагороди та звання
- Герой Соціалістичної Праці (13.03.1969)
- чотири ордени Леніна (27.04.1967, 13.03.1969, 08.12.1978, 1984)
- орден Жовтневої Революції (17.09.1975)
- орден Трудового Червоного Прапора (21.06.1957)
- орден «Знак Пошани» (10.06.1945)
- медаль «За доблесну працю у Великій Вітчизняній війні 1941—1945 рр.»
- медаль імені Франтішека Крижика Чехословацької академії наук (1978)
- Премія Ради Міністрів СРСР (1985)
- Премія імені Г. М. Кржижановського (разом з Є. О. Штейнгаусом, за 1960 рік) — за монографію «Економіка енергетики СРСР»
- Премія імені Г. М. Кржижановського (1982) — за монографію «Системні дослідження в енергетиці»
- Почесний професор Гданського політехнічного інституту (1982)
- Почесний доктор Чеського політехнічного інституту (1982)